# Jordi Farré i Muñoz
Jordi Farré i Muñoz (L'Hospitalet de Llobregat, 20 de novembre de 1975) és un enginyer i empresari català, llicenciat en Enginyeria Tècnica de Sistemes a la Universitat Politècnica de Catalunya, i conegut per ser precandidat a la presidència del FC Barcelona a les eleccions de 2015 i les eleccions de 2021. Prèviament havia sigut productor de pel·lícules pornogràfiques.

## Eleccions a la presidència del FC Barcelona de 2015
La precandidatura de Farré es va presentar el novembre de 2014, al Col·legi d'Enginyers de Barcelona, amb dos homes forts del projecte, els enginyers Ramon Planas i Jordi Muñoz.
El gener de 2015 Farré, encapçalant el grup Som gent normal, va refermar que es presentaria a les eleccions del Barça quan es convoquessin, i que ho faria amb una candidatura sense cap membre que hagués estat directiu anteriorment.
El 23 de juny de 2015 va mostrar-se a favor de crear una grada d'animació, una agència de viatges pròpia, i d'implementar el vot electrònic. També va desvelar que disposava d'una oferta de 40 milions d'euros per patrocinar la samarreta d'entrenament i de les seccions del Barça. Posteriorment, va dir que l'oferta era Botemanía, una de les marques comercials de la multinacional britànica Gamesys. Botemanía és un portal de bingo en línia que no toca temes d'apostes esportives", una de les condicions exigides per la precandidatura per arribar a un acord.
El 4 de juliol de 2015, darrer dia per presentar les signatures de suport per optar a la presidència, Farré en va presentar 2033, amb la qual cosa no va passar el tall i es va haver de retirar de la cursa electoral.

## Eleccions a la presidència del FC Barcelona de 2021
El maig de 2020 Farré va anunciar la seva precandidatura per a les XIV eleccions a la presidència del Futbol Club Barcelona, amb el nom de 'Nou Impuls Barça' i sota el lema de "La Gran Remuntada". El 22 de desembre va presentar el seu programa esportiu i econòmic, apostant per una plantilla del primer equip formada majoritàriament per jugadors del planter, i pel fitxatge de Neymar Jr. Finalment va aconseguir 2.082 signatures (que no van poder ésser recomptades), sense poder passar el tall necessari, se'n requerien mínim 2.257.